# Agomelatin
Agomelatin (Valdoksan, Melitor, Timanaks) je antidepresiv. On je u prodaji za tretman kliničke depresije. Poznato je da ima manje izražene seksualne nuspojave, kao i slabije diskontinuacione efekte u poređenju sa drugim antidepresivima. 

## Mehanizam dejstva
Agomelatin je melatonergički agonist (MT1 i MT2 receptori) i  antagonist. Iz studija vezivanja proizilazi da on nema uticaja na unos monoamina i da nema afiniteta za adrenergičke, histaminergičke, holinergičke, dopaminergičke i benzodiazepinske receptore, niti druge serotonergičke receptore.

## Spoljašnje veze
- Званични веб-сајт
- Manufacturer web site
- Agomelatine Psychonauts Google Group[мртва веза]
- Novartis pipeline Архивирано на веб-сајту  (16. фебруар 2011)
- Antidepressant-like activity of S 20098 (agomelatine) in the forced swimming test in rodents: involvement of melatonin and serotonin receptors
- Millan, M.J.; Gobert, A.; Lejeune, F.; Dekeyne, A.; Newman-Tancredi, A.; Pasteau, V.; Rivet, J.-M.; Cussac, D. (2003). „The Novel Melatonin Agonist Agomelatine (S20098) Is an Antagonist at 5-Hydroxytryptamine2C Receptors, Blockade of Which Enhances the Activity of Frontocortical Dopaminergic and Adrenergic Pathways”. The Journal of Pharmacology and Experimental Therapeutics. 306 (3): 954—964. PMID 12750432. doi:10.1124/jpet.103.051797.
- Agomelatine treatment has promising results in transgenic murine model